# Cosmopterix angoonae
Cosmopterix angoonae là một loài bướm đêm thuộc họ Cosmopterigidae. Loài này có ở Thái Lan.